# Kalmejärv
Kalmejärv (est. Kalmejärv) – jezioro w Estonii,  w prowincji Valgamaa, w gminie Palupera. Należy do pojezierza Päidla (est. Päidla järved) na zachód od wsi Päidla. Ma powierzchnię 3 ha linię brzegową o długości 1808 m, długość 160 m i szerokość 120 m. Sąsiaduje z jeziorami Räbi, Päidla Uibujärv, Näkijärv, Päidla Kõverjärv, Päidla Mõisajärv. Położone jest na terenie obszaru chronionego krajobrazu Otepää looduspark.